# Germinal Pierre Dandelin
Germinal Pierre Dandelin (12 de abril de 1794 - 15 de fevereiro de 1847) foi um matemático, soldado e professor de engenharia belga.

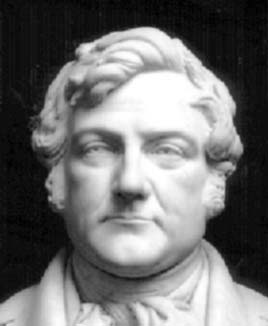
Germinal Dandelin.

## Vida
Ele nasceu perto de Paris de pai francês e mãe belga, estudando primeiro em Ghent e depois retornando a Paris para estudar na École Polytechnique. Ele foi ferido lutando sob Napoleão. Ele trabalhou para o Ministério do Interior sob Lazare Carnot. Mais tarde, tornou-se cidadão da Holanda, professor de engenharia de minas na Bélgica e, em seguida, membro do exército belga.

## Trabalho
Ele é o epônimo das esferas de Dandelin, do teorema de Dandelin em geometria (para uma explicação desse teorema, veja esferas de Dandelin), e do método numérico de Dandelin-Gräffe de solução de equações algébricas. Ele também publicou sobre a projeção estereográfica, álgebra e teoria da probabilidade.